# Alice in Chains (album)
Alice in Chains je třetí studiové album skupiny Alice in Chains, které vyšlo 7. listopadu 1995. Jedná se o první album, na kterém vystupuje baskytarista Mike Inez a zároveň poslední, na kterém zpívá Layne Staley.

## Skladby
Všechny skladby napsali Layne Staley a Jerry Cantrell, pokud není uvedeno jinak.
| Pořadí | Název             | Autor                                    | Délka |
| ------ | ----------------- | ---------------------------------------- | ----- |
| 1.     | Grind             |                                          | 4:44  |
| 2.     | Brush Away        | Staley, Cantrell, Mike Inez, Sean Kinney | 3:22  |
| 3.     | Sludge Factory    | Cantrell, Kinney                         | 7:12  |
| 4.     | Heaven Beside You | Cantrell, Inez                           | 5:27  |
| 5.     | Head Creeps       |                                          | 6:28  |
| 6.     | Again             |                                          | 4:05  |
| 7.     | Shame in You      | Cantrell, Inez, Kinney                   | 5:35  |
| 8.     | God Am            | Cantrell, Inez, Kinney                   | 4:08  |
| 9.     | So Close          | Cantrell, Kinney                         | 2:45  |
| 10.    | Nothin' Song      | Cantrell, Kinney                         | 5:40  |
| 11.    | Frogs             | Cantrell, Inez, Kinney                   | 8:18  |
| 12.    | Over Now          | Cantrell, Kinney                         | 7:03  |

## Sestava
- Layne Staley – zpěv, rytmická kytara v "Head Creeps"
- Jerry Cantrell – kytara, doprovodný zpěv, hlavní zpěv v "Grind", "Heaven Beside You" a "Over Now", akustická kytara v "Heaven Beside You"
- Mike Inez – baskytara
- Sean Kinney – bicí